# Auto Sport Museum
Auto Sport Museum est un musée automobile français situé à Châtillon-Coligny, dans le département du Loiret en région Centre-Val de Loire,.

## Présentation
Le musée est créé en 2017 grâce à des fonds privés et à l'aide de bénévoles.
Le bâtiment d'exposition de 2 000 m2 rassemble environ 80 voitures de sport datant des années 1950 à 1990, une salle de projection, deux salles thématiques d'exposition et des zones de repos.
Le musée est inauguré le 29 avril 2017 par deux parrains, le cascadeur Rémy Julienne et le pilote automobile Pierre de Thoisy.
Pour sa première saison, entre l'ouverture et le début de la fermeture hivernale au 5 novembre 2017, le musée accueille environ 2 400 visiteurs.
Pour les années suivantes, le musée rencontre 2 200 visiteurs (2018) puis 2 400 visiteurs (2019).
En 2020, malgré plus de trois mois de fermeture forcée causée par la crise sanitaire, le musée accueille 2 374 visiteurs.
En 2021, à la suite de la crise sanitaire, Auto Sport Museum n'ouvre ses portes qu'à partir du 22 mai au lieu du 6 mars prévu initialement. Il fait cependant un nombre d'entrées record avec 2 535 visiteurs sur les cinq mois d'ouverture.
La saison 2022 s'ouvre le 5 mars et se clôture le 1er novembre. Une exposition temporaire italienne a lieu du 2 avril au 6 juin. Une journée italienne a lieu le 28 mai. Une rencontre littéraire a lieu le 15 octobre en compagnie de Jean Ragnotti et Jérôme Cloup, dessinateur de la série de BD Ragnotti, Gags sur bitume. Le musée accueille sur cette saison 4 530 visiteurs.

## Collections
Le musée présente une collection semi-permanente d'environ 80 voitures de sport et motos anciennes. Parmi celles-ci, plusieurs modèles uniques en France.
La totalité des véhicules exposés sont prêtés par des collectionneurs et plus de la moitié change au fil de l'année.
Hall A :
- italiennes : Maserati, Fiat, Autobianchi, Ferrari, etc. ;
- françaises : Hommell, Matra, Renault, Citroën, Peugeot, Alpine, etc. ;
- allemandes : BMW, Porsche… ;
- suédoises : Saab.

Hall B :
- américaines : Corvette, Cadillac, AC Cobra, etc. ;
- japonaises : Honda, Datsun, Toyota, etc.

Hall C : consacré aux expositions temporaires et motos.
Hall D :
- anglaises : TVR, Lotus, Marcos, Triumph, Jaguar, Reliant, etc.

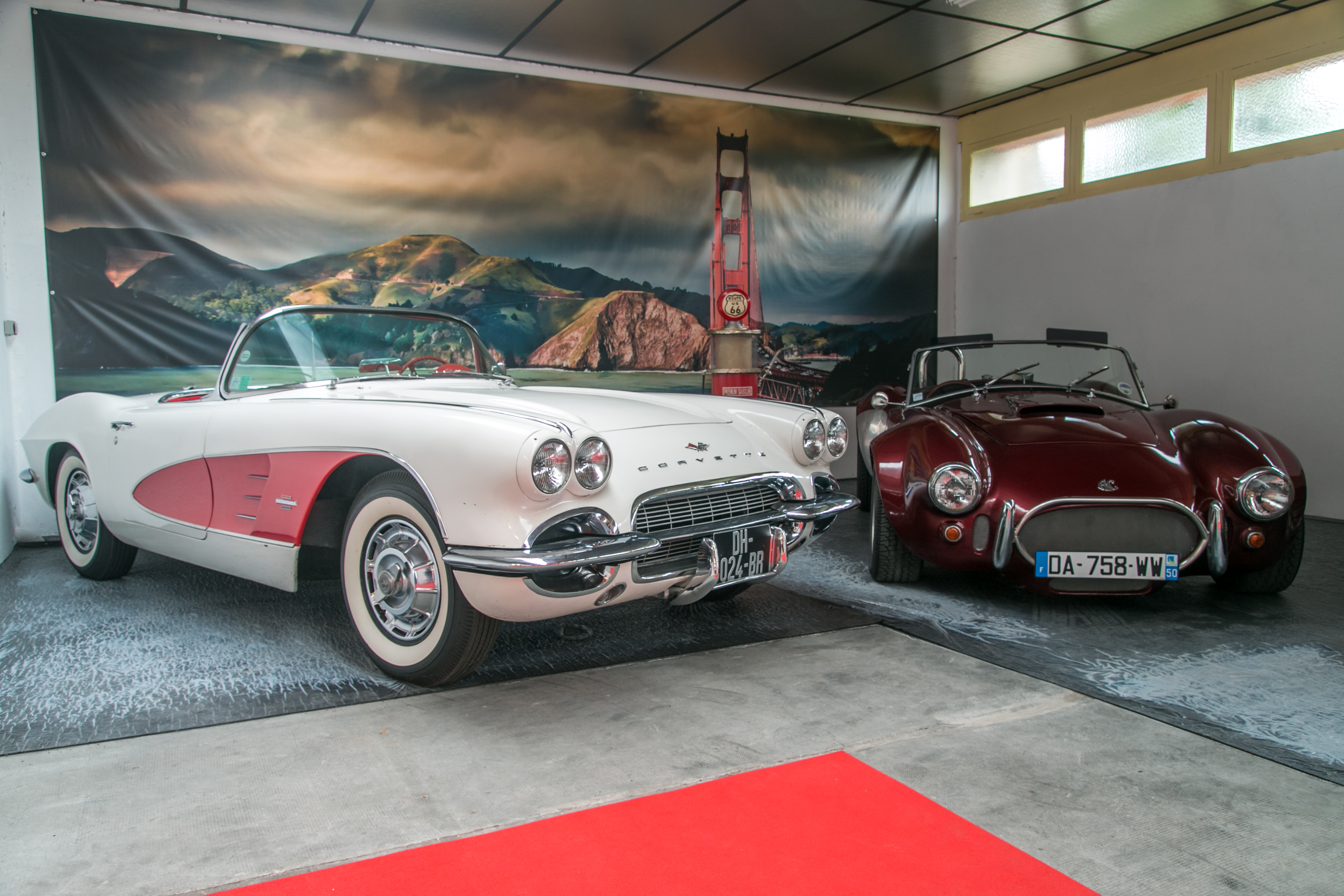
Corvette C1 et AC Cobra.
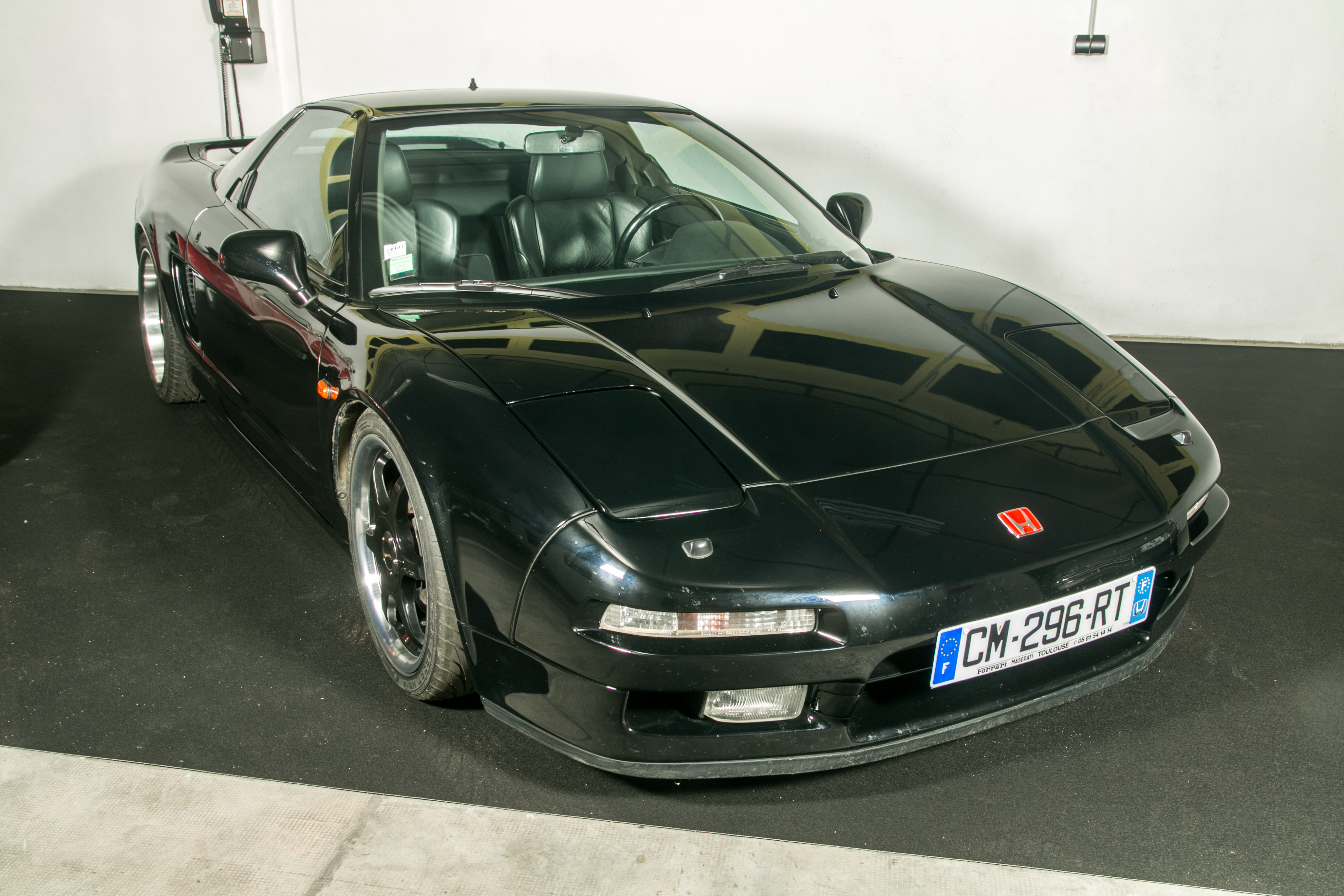
Honda NSX.
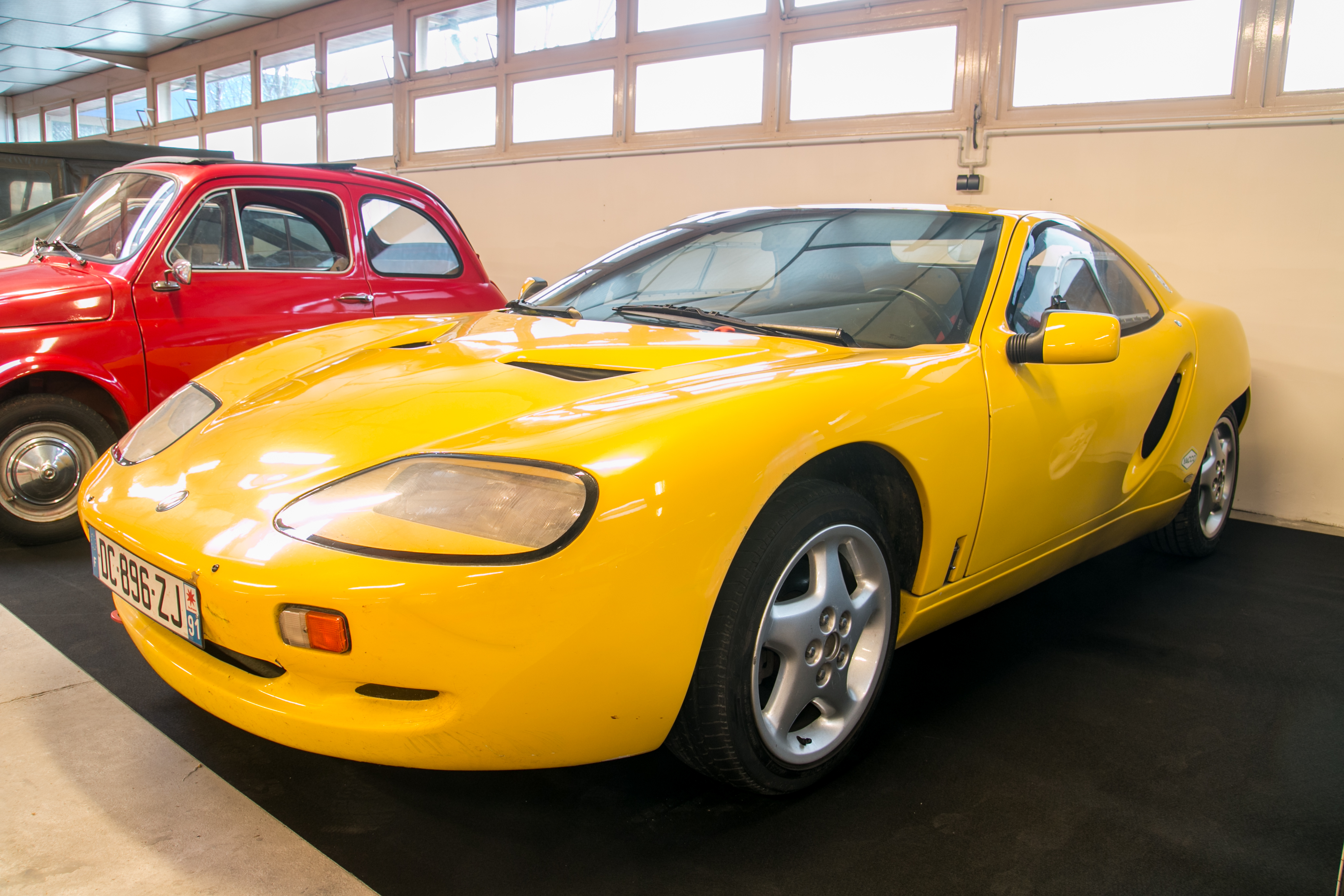
Hommell Berlinette.
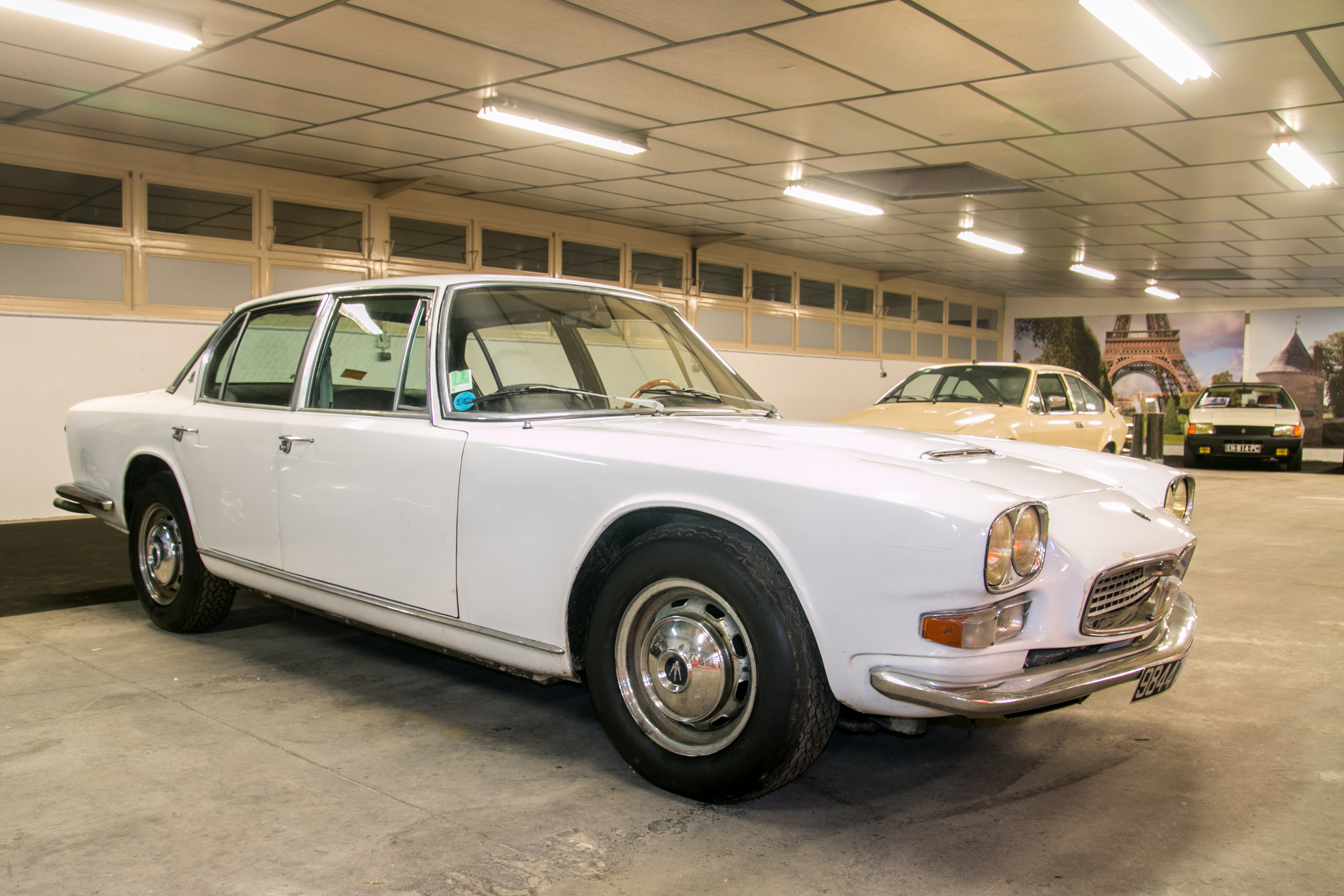
Maserati Quattroporte.